# Зграда Среског начелства у Косјерићу
Зграда Среског начелства у Косјерићу подигнута је 1874. године и представља непокретно културно добро као споменик културе. Зграда Среског начелства се налазила у некадашњем центру насеља, на тада важном путу који је водио од Ваљева према Ужицу. Уз зграду начелства је у исто време је била подигнута зграда у којој је смештен затвор (апсана) и коњушница, која је због подизања нове зграде школе порушена током 1993—1994. године.

## Архитектура зграде
Зграда је подужна приземна грађевина, зидана опеком, са подрумом испод једног дела, димензија 54,78x13,35m. Основа је правоугаона постављена на високом темељном зиду. На северној фасади је изражен је средњи ризалит којим је наглашен улаз у објекат.
Подрум се налази испод источног и западног дела и симетрично је организован у оба дела. Зидови су изграђени ломљеним каменом зиданим у кречном малтеру, под је поплочан опеком. Чине га спољни улаз и једна просторија.
Приземље је организовано у два низа канцеларија оријентисаним ка северу и југу, централним ходником, улазним холом и степеништем ка поткровљу. На источној и западној фасади налазе се такође улази у зграду, дока на прочељу, на северној страни према дворишту се налази економски улаз.
Зграда Среског начелства у Косјерићу је, услед неодржавања, тренутно у веома лошем стању.